# Рене Лалік
Рене Лалік (фр. René Jules Lalique; 6 квітня 1860 Ау, Марна — 1 травня 1945, Париж) — французький ювелір, дизайнер, майстер виробів зі скла, представник течії ар нуво. Лалік був новатором у світі скляних виробів, саме завдяки своїм флаконам для парфумів він став знаменитим.

## Біографія
Рене Лалік народився 6 квітня 1860 року у містечку Ау (департамент Марна, провінція Шампань). Коли Рене виповнюється два роки, сім'я хлопчика переїздить до Парижу у надії на краще життя. У хлопчика виявляються неабиякі художні здібності, і у 12-річному віці він вступає до школи Тюрго, де захопливо займається мистецтвом. Проте доля вносить свої зміни: у 1876 році помирає його батько і Рене змушений шукати роботу. Він знаходить доволі вдалий вихід із цієї ситуації — влаштовується на роботу до паризького ювеліра Луї Окока, де починає вчитись ювелірному мистецтву, продовжуючи свої уроки у художній школі. Один із викладачів Рене радить йому залишити ювелірне мистецтво та здобувати художню освіту за кордоном, що той успішно й робить у Лондоні. Там він навчається у Саундхемському коледжі мистецтв. Для своїх студентських робіт дуже багато малює квітів та тварин, що у майбутньому відобразиться на його творчості. Згодом, повернувшись до Парижу, влаштовується до невеликої ювелірної майстерні, де малює ескізи прикрас. Слава про талант ювеліра розноситься по усьому Парижу і вже солідні фірми замовляють у нього ескізи. У 1884 році його вироби представляють у Луврі на виставці-салоні ужиткового мистецтва. Через деякий час Лалік має вже достатньо коштів, щоб відкрити свою власну майстерню і мати власну марку.

### Прикраси
Лалік створює різноманітні прикраси: гребні для волосся, сережки, браслети і т.ін. Особливим є те, що він прагне використовувати не тільки коштовні метали або каміння, як золото, срібло або діаманти. Лалік дуже часто використовує у своїх роботах емаль або напівкоштовне каміння, таким чином роблячи свої вироби доступнішими. Кожна модниця тогочасного Парижу вважала за обов'язок мати хоч одну прикрасу від мсь'є Лаліка. Навіть відома акторка Сара Бернар теж замволяла у нього коштовності.

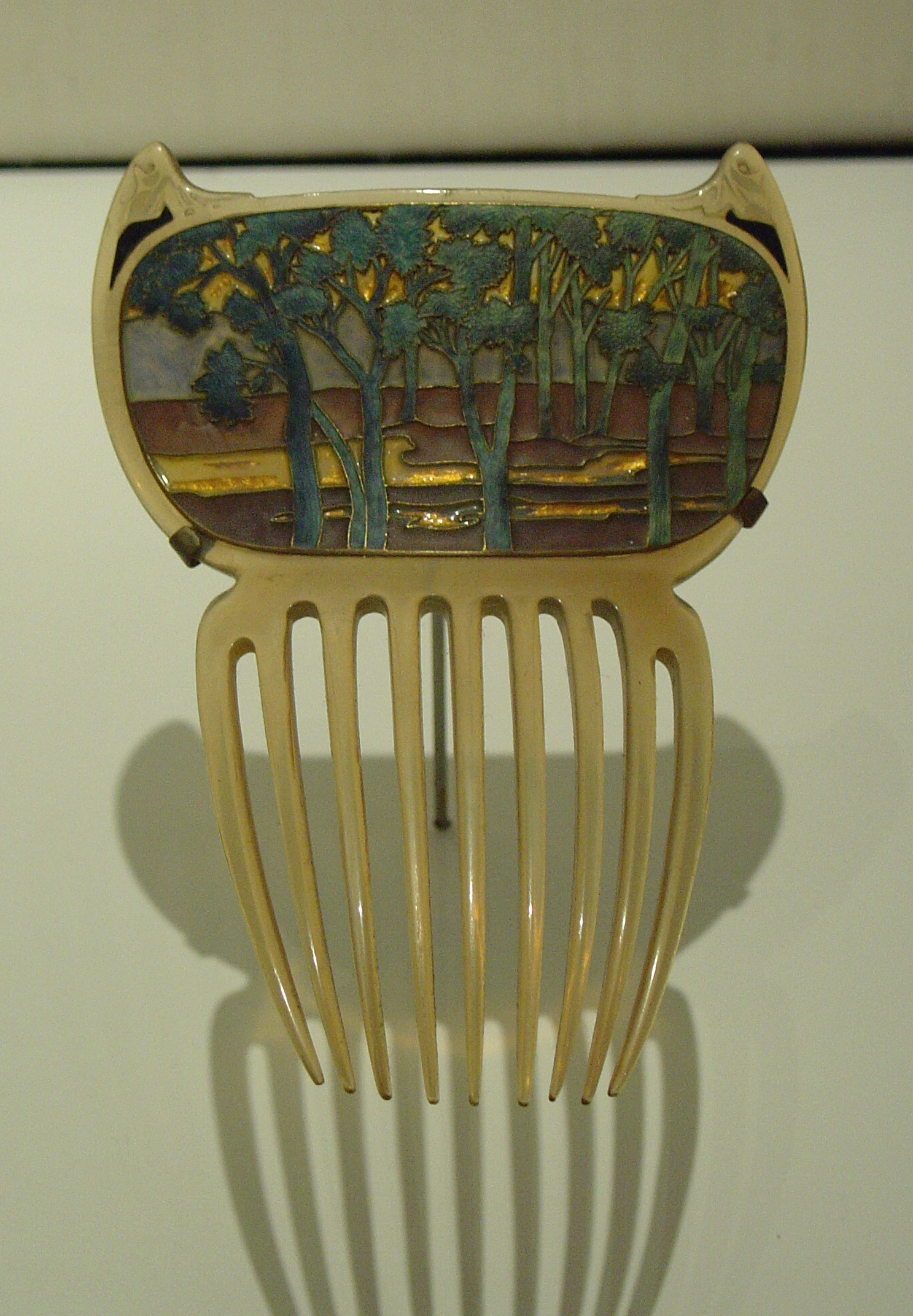
Гребінець з візерунком

### Скло
У 1890 році Лалік починає роботу зі склом. Воно відносно дешеве, а тому підходить для його ідеї про доступні прикраси. Він починає, як не дивно, не з прикрас, а із посуду і отримує на одному із конкурсів другу премію. У 1900 році Всесвітня виставка у Парижі приносить йому світову відомість, Гран-прі та орден Почесного легіону.
Згодом Лалік починає вигадувати склянки для парфумів. У 1905 році Лалік переносить свою майстерню на Вандомську площу і його сусідом виявляється парфюмер Франсуа Коті. Коті замовляє Лаліку флакон для його нових парфумів і той його не підводить. Робота виконана майстерно. Після цього замовлення, Лалік розроблює ще безліч флаконів для парфумів: Cyclamen (1909), Ambre Antique (1910), Styx (1911), Chypre (1917). За декілька років співпраці Коті та Лаліка, ювелір виготовляє 16 флаконів, а також оздоблює вітрину для Нью-Йоркського магазину Коті.
У 1909 році Лалік арендує стеклодувний завод у містечку Ком-ля-Віль і через деякий час купує його. Під час Першої світової війни його доводиться закрити. Новий завод Лалік відкриває тільки у 1921 році у місті Венжан-сюр-Моде. Він продовжує свої експерименти, встановлюючи нові технології на заводі. Всі вироби зі скла віднині виготовляються по відлитим формам.

### Інші роботи
Захоплюючись виробами зі скла, Лалік не полишає іншої діяльності. Він проектує інтер'єри пасажирських лайнерів, декорує павільйони та розроблює проекти фонтанів на Єлисейських полях. Наприкінці 20-х років він захоплюється виготовленням фігурок для радіаторів автомобілів. Лалік отримує замовлення від Сітроен, Бентлі та Роллс-Ройс.

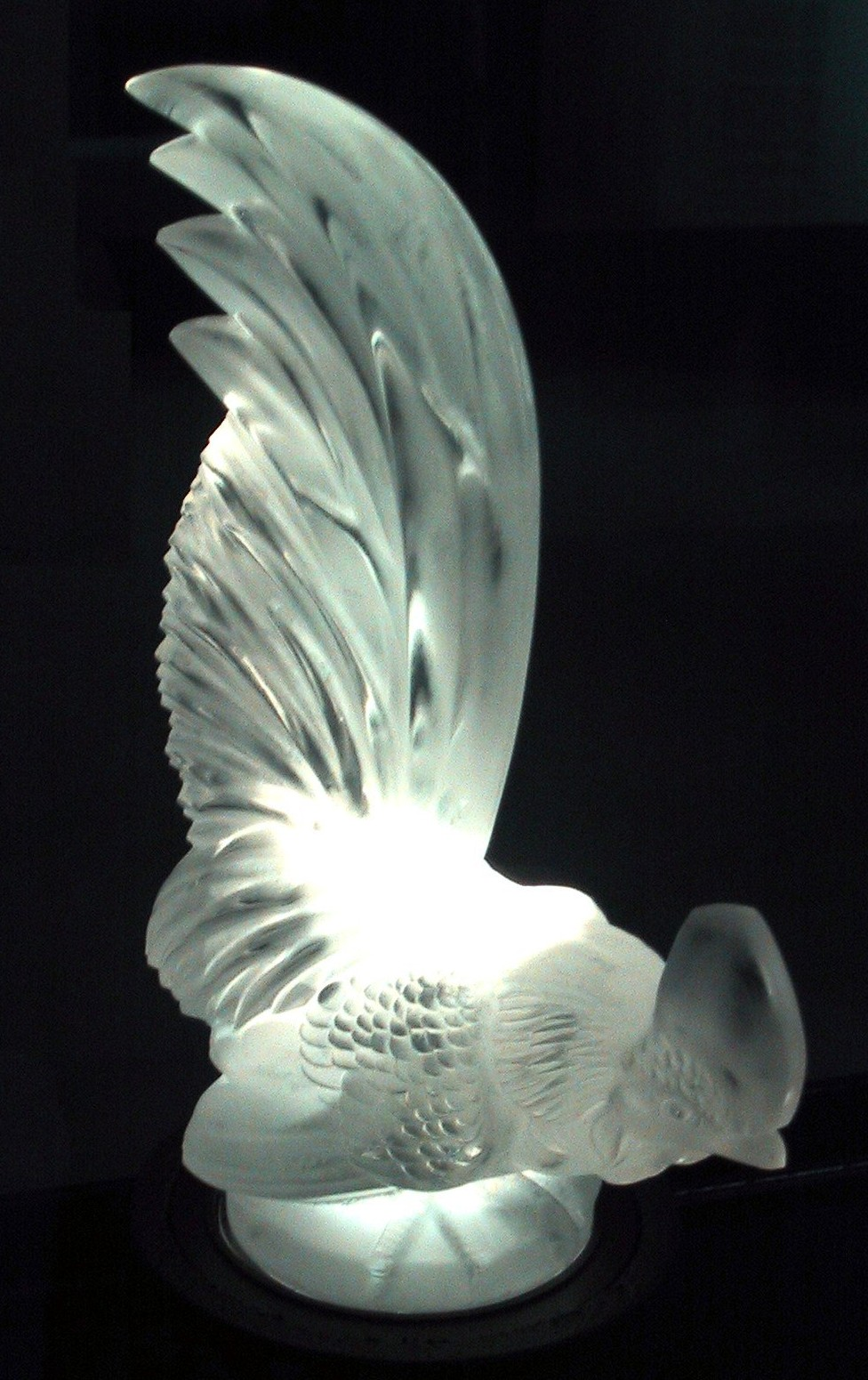
Радіатор для машини

## Сімейна справа
Рене Лалік помирає 5 квітня 1945 року, але його справа продовжує жити. Фірма Лаліка переходить до його сина Марка, а у 1977 році — до онучки Марі-Клод Лалік. У 1992 році Марі створює парфуми присвячені своєму родові — Lalique de Lalique.
Парфуми фірми випускаються обмеженими партіями у флаконах ручної роботи, і кожного року — у різних.
Вони відразу ж стають рідкістю та мрією для колекціонерів, так як після певної кількості копій форма, за якою відлитий флакон, знищується.
У 1998 році виходить серія ароматів для чоловіків у флаконах-«цитатах» робіт «дідуся Лаліка», які прикрашали у 30-х роках радіатори легкових автомобілів.

## Галерея обраних фото

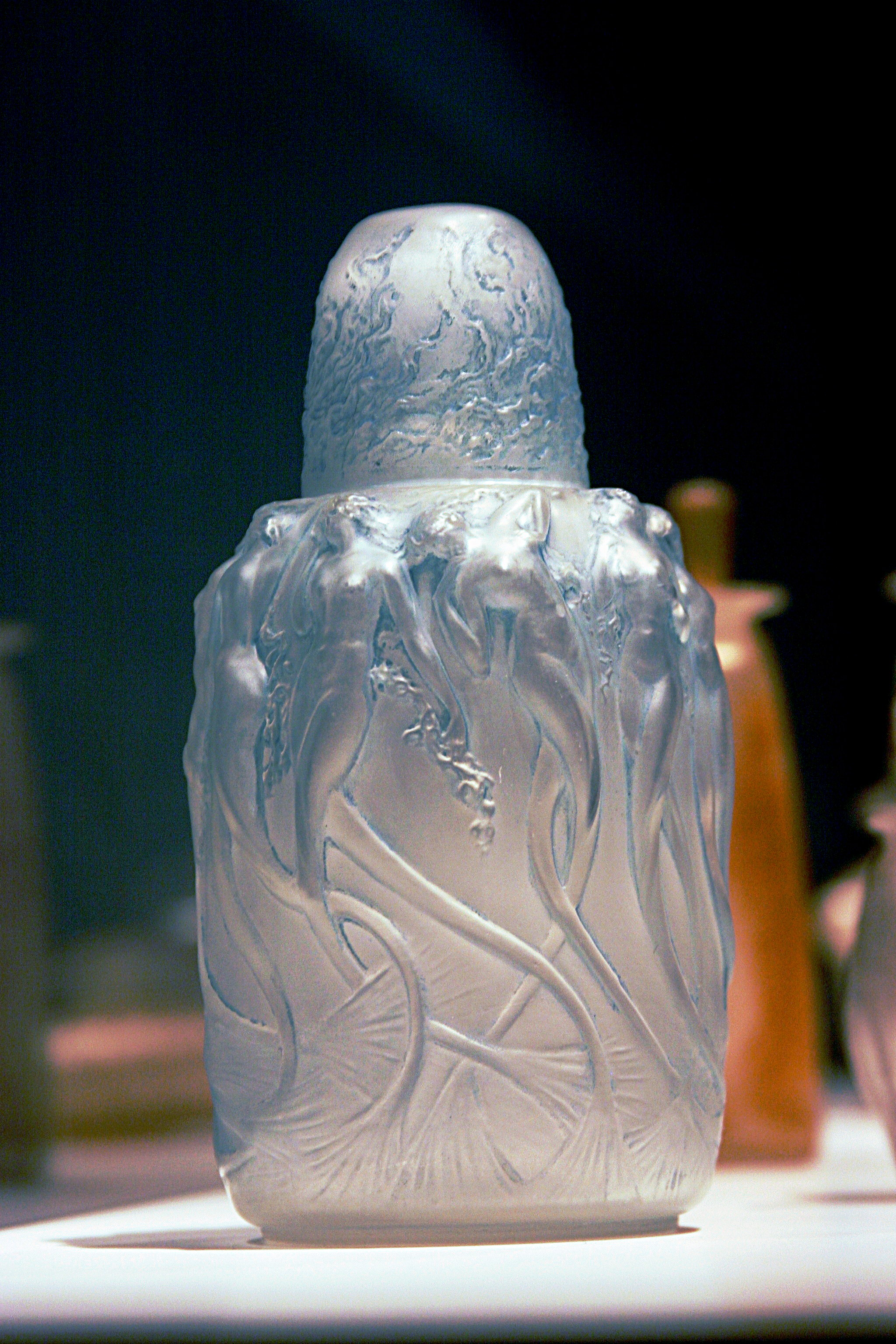
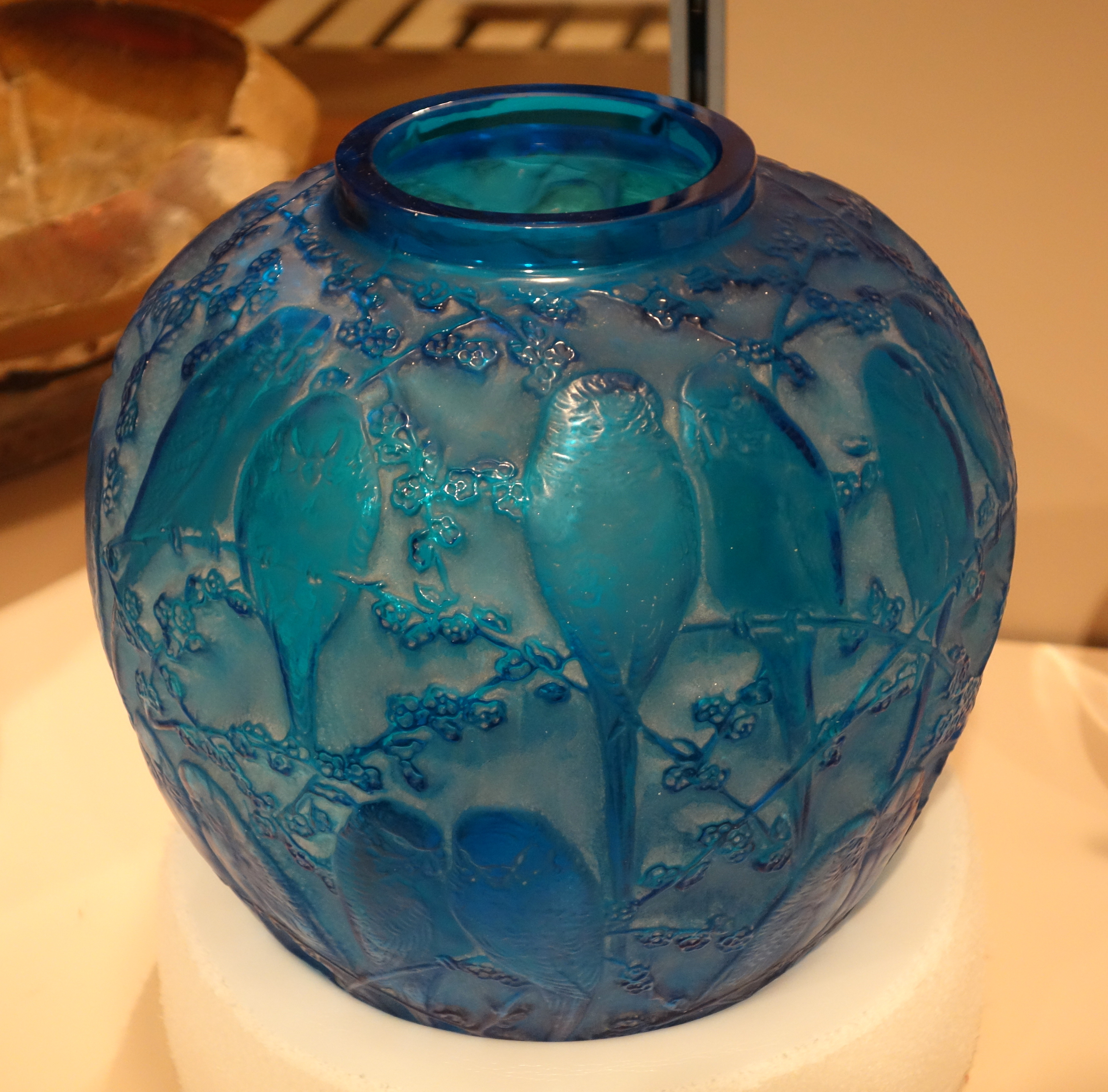
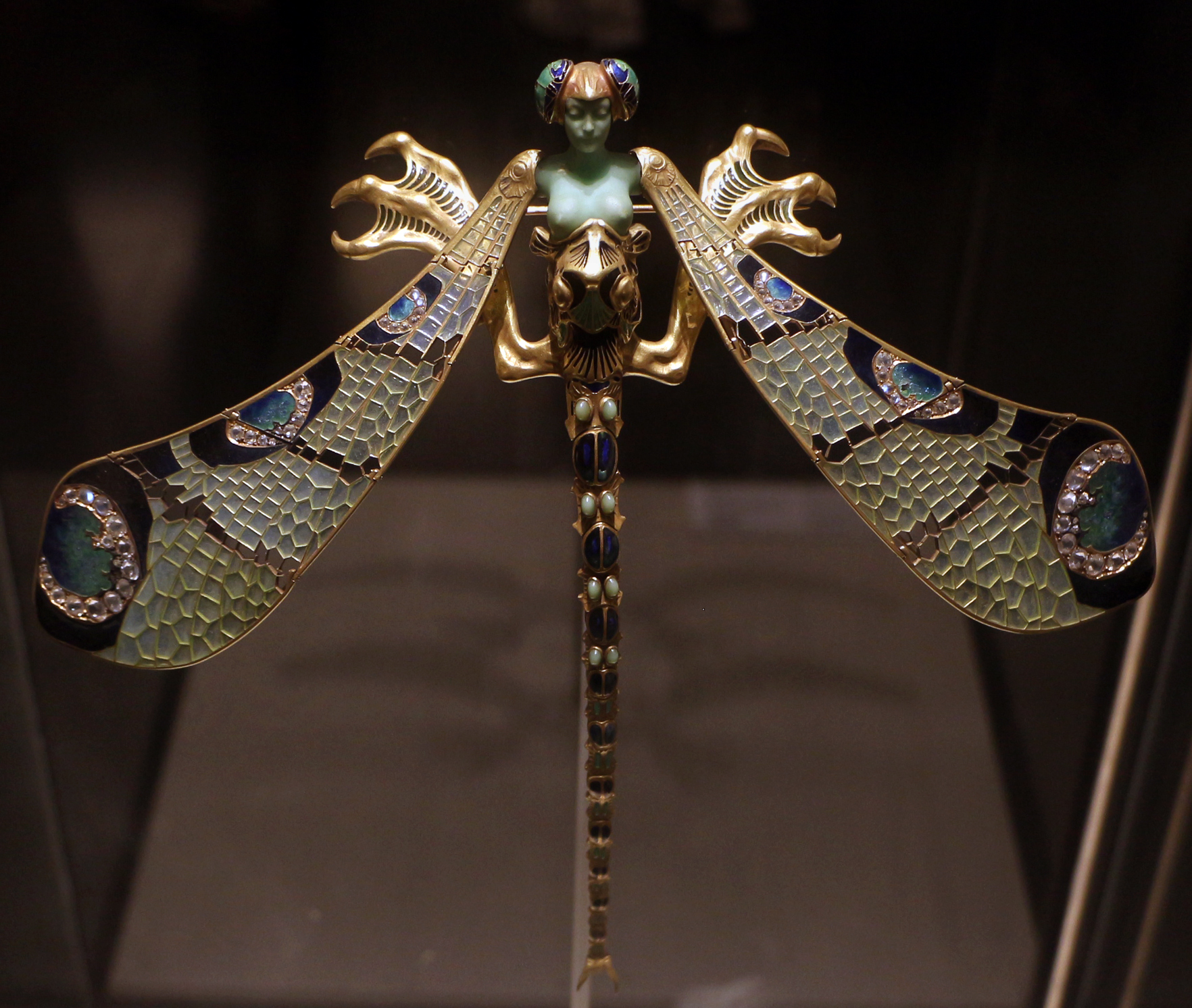